# Langenprozeltener Forst

Lage im Landkreis Main-Spessart

Der Langenprozeltener Forst ist ein 8,66 km² großes gemeindefreies Gebiet im Landkreis Main-Spessart im bayerischen Spessart. Es ist komplett bewaldet.

## Geographie

### Lage
Das Gebiet liegt westlich von Gemünden am Main mit dem namensgebenden Ortsteil Langenprozelten. Die höchste Erhebung ist die Kuppe mit 455 m ü. NN.

### Nachbargemeinden
| Ruppertshüttener Forst (Gemeindefreies Gebiet) |                                             | Stadt Rieneck          |
|                                                | Kompassrose, die auf Nachbargemeinden zeigt |                        |
|                                                |                                             | Stadt Gemünden am Main |